# Шавнево (Горецкий район)
Ша́внево (бел. Ша́ўнева) — деревня в Горецком районе Могилевской области Республики Беларусь. Входит в состав Горского сельсовета.
В 2002-2013 годах входила в состав Ходоровского сельсовета.

## Население
- 1999 год — 88 человек
- 2010 год — 74 человека